# Michaelerberg-Pruggern
Michaelerberg-Pruggern är en kommun i  distriktet Liezen i förbundslandet Steiermark i Österrike. Kommunen bildades 1 januari 2015 genom en sammanslagning av kommunerna Michaelerberg och Pruggern.
Kommunen består av två orter (Ortschaften) (inom parentes invånarantal 1 januari 2024):
- Michaelerberg (434)
- Pruggern (828)